# Die Liebenden
Die Liebenden is een liederencyclus van de Finse componist Einojuhani Rautavaara.
Het is een aanvulling op een eerdere liederencyclus van Rautavaara, Vijf sonnetten naar Orpheus. Beide cycli zijn geschreven als toonzetting van teksten van de (toen) favoriete dichter van de componist Rainer Maria Rilke. Het werk stamt uit de dodecanfonische periode van de componist en werd gecomponeerd gedurende 1958 en 1959. De twaalftoonstechniek is hier net zo onopvallend als in zijn Cantos-werken; de muziek refereert meer aan de laat-romantische stijl van Gustav Mahler en Richard Strauss. De cyclus bestaat uit vier gedichten:
1. Liebes-lied
2. Der Schauende
3. Die Liebende
4. Der Tod der Geliebten

Het werk bestaat in meerdere versies voor allerlei zangstemmen:
- sopraan en piano (origineel)
- sopraan en strijkorkest (tweede versie)
- sopraan en kamerorkest (derde versie)
- sopraan en blaasinstrumenten (vierde versie)
- zangstem en strijkkwintet.

De eerste uitvoering werd gespeeld in de versie voor strijkorkest op 10 juni 1961 in Turku, door het orkest van de Sibelius Akademie onder leiding van Jorma Panula; zangeres was Mariaheidi Rautavaara, de toenmalige echtgenoot van de componist. Zij zong ook de eerste uitvoering begeleid door kamerorkest op 4 december 1964, orkest van dienst in Helsinki was het Filharmonisch Orkest van Helsinki onder leiding van Aarre Hemming.

## Discografie
- Uitgave Finlandia Records : Solie Isokoski (sopraan); Espoo Kamerorkest o.l.v. Juhani Lamminmäki, een opname uit 1989;
- Uitgave BIS Records: Jyrki Korhonen (bas), Ilkka Paananen (piano)